# Lupești (okręg Arad)
Lupești – wieś w Rumunii, w okręgu Arad, w gminie Vărădia de Mureș. W 2011 roku liczyła 273 mieszkańców. 